# 2 Batalion Telegraficzny

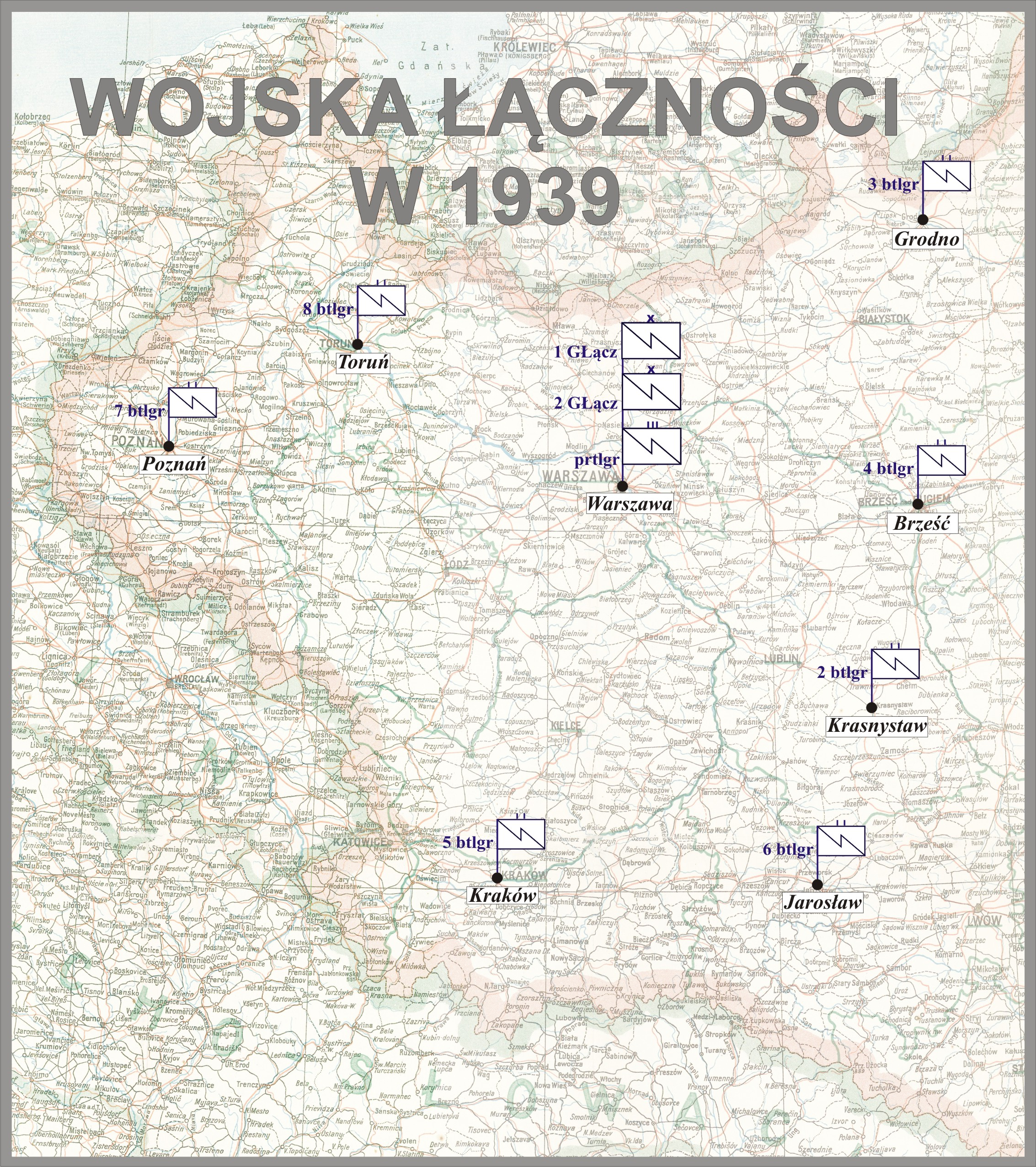
Wojska Łączności w 1939 przed wybuchem II wś

Kadra 2 batalionu telegraficznego (kadra 2 btlgr) – oddział łączności Wojska Polskiego w II Rzeczypospolitej.
W 1931 roku 2 batalion telegraficzny został skadrowany i otrzymał nazwę „kadra 2 batalionu telegraficznego”. Wspomniane zmiany organizacyjne zostały przeprowadzone na podstawie rozkazu L. 1000/tjn. Szefostwa Łączności Ministerstwa Spraw Wojskowych o wprowadzeniu w życie nowej organizacji formacji telegraficznych i CWŁączn.. W październiku 1933 roku kadra została przeniesiona z Przemyśla do Krasnegostawu.

## Żołnierze jednostki
Dowódcy batalionu i komendanci kadry
- mjr / ppłk łącz. Jan Kaczmarek (1931 - I 1934)
- mjr łącz. Bolesław Jakubiak (VI – XI 1934)
- kpt. / mjr łącz. Wincenty Terlikowski (od 1 XII 1934[4], był III 1939)

Zastępca dowódcy
- kpt. łącz. Mieczysław Komarski (1933[3][5])

Organizacja i obsada personalna w 1939
Pokojowa obsada personalna batalionu w marcu 1939 roku:
- komendant kadry – mjr Wincenty Terlikowski
- oficer mobilizacyjny – kpt. łącz. Jarosław Miron Stępowski †1940 Charków[8]
- zastępca oficera mobilizacyjnego – kpt. adm. (tab.) Zygmunt Hilary Olszewski
- oficer administracyjno-materiałowy – chor. Karol Szczotka
- dowódca kompanii szkolnej – kpt. Jan Paweł Płoski
- instruktor – por. Adam Marian Kraśnicki
- instruktor – ppor. Kazimierz Paweł Klimek
- instruktor – chor. Stanisław Tyburek

## Odznaka pamiątkowa
Odznaka ma kształt krzyża, na który nałożono tarczę obwiedziona obramowaniem. Tarczę wypełnia faktura promienista. Na tarcze nałożono orła w koronie trzymającego w szponach wieniec z cyfrą „2”. Od wieńca w górę prowadzą dwie błyskawice.